# Corner Glacier
Corner Glacier är en glaciär i Antarktis. Den ligger i Östantarktis. Nya Zeeland gör anspråk på området. Corner Glacier ligger 273 meter över havet.
Terrängen runt Corner Glacier är varierad. Trakten är obefolkad. Det finns inga samhällen i närheten.